# 404 특허
404 특허(일본어: 404特許)는 화학 회사인 니치아 화학공업이 예전에 보유하고 있던 질화물 반도체 결정막의 성장 방법에 관한 일본의 특허이다. 특허 번호가 제2628404호여서 끝의 세 자릿수를 본뜬 ‘404 특허’라 불리고 있다. 이 회사에 근무했던 나카무라 슈지가 직무 발명한 것으로, 특허를 받을 권리의 귀속과 귀속이 인정되지 않을 경우 이에 상응하는 대가의 지급을 놓고 법정에서 공방이 벌어졌다.

## 특허 개요
이 특허는 고휘도 청색 발광 다이오드의 제조 시 결정 성장 과정에서 이용할 수 있는 ‘투플로 MOCVD’기술에 관한 것이다. 고휘도 청색 발광 다이오드 등에 사용되는 GaN(질화갈륨)의 결정을 성장시키기 위해서는 약 1000℃로 가열된 기판에 GaN의 원료 가스를 뿜어내줘야 하는데 그 상태로는 가스가 위로 올라가 버려서 결정화가 제대로 이뤄지지 않는다. 여기서 다른 가스를 위에서 내뿜어서 기판에 원료 가스의 흐름을 내리눌러 결정 성장을 가능케 했다. 가스 분출구가 두 개라는 이유로 ‘투플로 MOCVD’라고 불린다.
이 발명은 1990년 10월 25일에 특허 출원돼 1997년 4월 18일에 등록됐다.

## 특허 소송
2001년 8월 23일, 404 특허를 받을 권리가 원고에게 원시적으로 귀속된다는 점을 확인하고, 또한 이것이 인정되지 않을 경우엔 양도에 상당하는 대가를 요구한다는 취지로 나카무라는 니치아 화학공업을 상대로 소송을 제기했다. 이 소송은 ‘청색 발광 다이오드 소송(재판)’, ‘청색 다이오드 소송’, ‘청색 LED 소송(재판)’, ‘나카무라 재판’등으로 불린다. 원고는 피고 기업인 니치아 화학공업에 고휘도 청색 LED 제조에 대한 본 특허에 관해서 자신의 공헌도가 100%라고 주장했는데 이에 맞서 피고측은 현재 쓰이지 않는 기술이라고 주장하는 등 양측은 본 특허의 인식을 둘러싸고 정면으로 대립했다.
1심 법원인 도쿄 지방재판소는 2002년 9월 19일에 수립적 요구인 특허를 받을 권리의 귀속에 대한 중간 판결을 내렸고, 특허를 받을 권리는 피고 기업에 승계된다는 판단을 제시했다. 그 후 2004년 1월 30일에 도쿄 지방재판소는 원고의 공헌도를 50%로 보고 발명에 대한 상당 대가를 604억 엔으로 인정하여 피고 기업에 대해 원고가 청구한 약 200억 엔을 지급하라는 판결을 내렸다.
항소심인 도쿄 고등재판소에서는 2004년 12월에 재판소가 화해 권고를 내렸고 이듬해 2005년 1월에 원고와 피고 쌍방이 이를 받아들임으로써 소송은 끝났다. 결과적으로 항소심에서는 판결이 나지 않았다. 화해금은 404 특허를 포함한 원고가 관여했던 모든 직무 발명에 대해 약 6억 엔(실제로는 연체 손해금까지 더한 약 8억 엔)으로 정해지자, 1심 판결에서 내려졌던 약 200억 엔에 비해 니치아 화학공업이 지급할 액수는 크게 감액됐다. 더욱이 2005년에 지적재산 고등재판소가 개설된 것은 이 소송이 끝난 이후였지만 도쿄 고등재판소에는 1950년부터 지적재산 문제를 전문적으로 취급하는 지적재산부가 설치돼 있었고 본건도 역시 지적재산부가 담당했다.

## 권리 포기
2006년 3월 8일, 니치아 화학공업은 ‘양산 과정에서는 불필요한 기술’이라는 이유로 404 특허를 2006년 1월 12일부로 포기하겠다는 입장을 발표했다. 이 특허는 일본 외에도 미국, 영국, 독일, 네덜란드, 이탈리아, 프랑스 등에서도 인정을 받았으나 그 중 유럽 5개국에서는 2005년 10월 24일에, 미국에서는 2006년 2월 2일에 각각 효력이 상실됐다. 니치아 화학공업은 도쿄 고등재판소에서 내린 화해 권고는 404 특허만을 대상으로 하는 것이 아닌 니치아 화학에서 근무하던 시절에 나카무라가 관여했던 일본에서의 등록 특허 191건, 등록 실용 신안 4건, 계속 특허 출원 중인 112건 및 이에 대응하는 외국 특허와 출원, 노하우를 대상으로 하는 것으로 도쿄 고등재판소가 제시한 산술식으로 계산하면 404 특허의 대가는 1000만 엔을 넘지 않는다고 설명했다.

## 참고 문헌
- 나카무라 슈지 (2005년 7월 17일). 《ごめん! 青色LED開発者最後の独白》 [미안! 청색 LED 개발자의 최후 독백]. 다이아몬드샤. ISBN 4-478-70327-2.